# Chlorophorus nouphati
Chlorophorus nouphati là một loài bọ cánh cứng trong họ Cerambycidae.